# Amina Belkadi
Pour les articles homonymes, voir Belkadi.
Amina Belkadi, née le 10 novembre 1992 à Tlemcen, est une judokate algérienne. Elle est membre du club de la Dynamique Sportive de Baba Hassen.

## Carrière
Amina Belkadi est médaillée de bronze dans la catégorie des moins de 70 kg aux Championnats d'Afrique de judo 2016 à Tunis.
En 2017, elle est médaillée de bronze dans la catégorie des moins de 63 kg aux Championnats d'Afrique à Antananarivo et aux Jeux de la solidarité islamique à Bakou et médaillée d'argent des moins de 63 kg à l'Universiade d'été à Taipei.
Elle est médaillée de bronze dans la catégorie des moins de 63 kg aux Championnats d'Afrique de judo 2018 à Tunis puis est sacrée championne d'Afrique des moins de 63 kg en 2019 au Cap. Elle est médaillée d'argent dans cette même catégorie aux Jeux africains de 2019 à Rabat. Elle est sacrée championne d'Afrique des moins de 63 kg en 2020 à Antananarivo ainsi qu'en 2022 à Oran et médaillée de bronze dans cette même catégorie aux championnats d'Afrique de judo 2021 à Dakar.
En 2023, elle est médaillée d'or dans la catégorie des moins de 63 kg aux Jeux panarabes ainsi qu'aux championnats d'Afrique à Casablanca.
En mars 2024, elle remporte la médaille d'or dans la catégorie des moins de 63 kg aux Jeux africains ainsi que la médaille d'argent par équipe mixte.
Un mois plus tard, elle est médaillée d'or dans la même catégorie aux Championnats d'Afrique de judo 2024 au Caire et médaillée de bronze par équipe mixte.
Le 17 juillet 2024, elle est nommée porte-drapeau de la délégation algérienne aux Jeux olympiques d'été de 2024 à Paris en compagnie de l'athlète Yasser Triki. Après avoir battu la Vénézuélienne Anriquelis Barrios dans la catégorie des moins de 63 kg, elle perd à son tour face à la Slovaque Andreja Leški en 8ème de finale, quittant ainsi la compétition.
Aux Championnats d'Afrique 2025 à Abidjan, elle est médaillée de bronze dans la catégorie des moins de 63 kg ainsi que médaillée d'argent par équipe.

## Palmarès
| Année | Compétition                     | Lieu         | Résultat | Catégorie      |
| ----- | ------------------------------- | ------------ | -------- | -------------- |
| 2011  | Championnats d'Afrique juniors  | Antananarivo | 3e       | Moins de 70 kg |
| 2016  | Championnats d'Afrique          | Tunis        | 3e       | Moins de 70 kg |
| 2017  | Championnats d'Afrique          | Antananarivo | 3e       | Moins de 63 kg |
| 2017  | Jeux de la solidarité islamique | Bakou        | 3e       | Moins de 63 kg |
| 2017  | Universiade                     | Taipei       | 2e       | Moins de 63 kg |
| 2018  | Championnats d'Afrique          | Tunis        | 3e       | Moins de 63 kg |
| 2018  | Jeux méditerranéens             | Tarragone    | 7e       | Moins de 63 kg |
| 2019  | Championnats d'Afrique          | Le Cap       | 1re      | Moins de 63 kg |
| 2019  | Jeux africains                  | Rabat        | 2e       | Moins de 63 kg |
| 2020  | Championnats d'Afrique          | Antananarivo | 1re      | Moins de 63 kg |
| 2021  | Championnats d'Afrique          | Dakar        | 3e       | Moins de 63 kg |
| 2022  | Championnats d'Afrique          | Oran         | 1re      | Moins de 63 kg |
| 2022  | Jeux méditerranéens             | Oran         | 3e       | Moins de 63 kg |
| 2023  | Jeux panarabes                  | Alger        | 1re      | Moins de 63 kg |
| 2023  | Championnats d'Afrique          | Casablanca   | 1re      | Moins de 63 kg |
| 2024  | Jeux africains                  | Accra        | 1re      | Moins de 63 kg |
| 2024  | Championnats d'Afrique          | Le Caire     | 1re      | Moins de 63 kg |
| 2025  | Championnats d'Afrique          | Abidjan      | 3e       | Moins de 63 kg |